# Bob ai XVII Giochi olimpici invernali - Bob a quattro maschile
La gara di bob a quattro maschile ai XVII Giochi olimpici invernali si è disputata il 26 febbraio e il 27 febbraio a Lillehammer.

## Atleti iscritti
| America (28)                                                                       | America (28)                                                                | America (28)                                           |
| ---------------------------------------------------------------------------------- | --------------------------------------------------------------------------- | ------------------------------------------------------ |
| - Canada (8) - Giamaica (4)                                                        | - Isole Vergini Americane (4) - Porto Rico (4)                              | - Stati Uniti (8)                                      |
| Asia (4)                                                                           |                                                                             |                                                        |
| - Giappone (4)                                                                     |                                                                             |                                                        |
| Europa (85)                                                                        |                                                                             |                                                        |
| - Austria (8) - Bosnia ed Erzegovina (4) - Francia (8) - Germania (8) - Italia (9) | - Lettonia (8) - Monaco (4) - Regno Unito (8) - Rep. Ceca (4) - Romania (4) | - Russia (4) - Svezia (4) - Svizzera (8) - Ucraina (4) |
| Oceania (4)                                                                        |                                                                             |                                                        |
| - Australia (4)                                                                    |                                                                             |                                                        |

## Risultati
| Posizione | Nazione                 | Atleti                                                                       | Manche1 | Manche2 | Manche3 | Manche4 | Tempo totale | Distacco |
| --------- | ----------------------- | ---------------------------------------------------------------------------- | ------- | ------- | ------- | ------- | ------------ | -------- |
|           | Germania II             | Harald Czudaj Karsten Brannasch Olaf Hampel Alexander Szelig                 | 51"67   | 51"88   | 52"07   | 52"16   | 3'27"78      |          |
|           | Svizzera I              | Gustav Weder Donat Acklin Kurt Meier Domenico Semeraro                       | 51"80   | 51"87   | 52"04   | 52"13   | 3'27"84      | +0"06    |
|           | Germania I              | Wolfgang Hoppe Ulf Hielscher René Hannemann Carsten Embach                   | 51"82   | 51"91   | 52"14   | 52"14   | 3'28"01      | +0"23    |
| 4         | Austria I               | Hubert Schösser Gerhard Redl Harald Winkler Gerhard Haidacher                | 51"76   | 52"04   | 52"23   | 52"37   | 3'28"40      | +0"62    |
| 5         | Gran Bretagna I         | Mark Tout George Farrell Jason Wing Lenny Paul                               | 52"03   | 52"24   | 52"14   | 52"46   | 3'28"87      | +1"09    |
| 6         | Austria II              | Kurt Einberger Thomas Bachler Carsten Nentwig Martin Schützenauer            | 51"94   | 52"22   | 52"32   | 52"43   | 3'28"91      | +1"13    |
| 7         | Svizzera II             | Christian Meili René Schmidheiny Gerold Löffler Christian Reich              | 51"98   | 52"16   | 52"58   | 52"61   | 3'29"33      | +1"55    |
| 8         | Gran Bretagna II        | Sean Olsson John Herbert Dean Ward Paul Field                                | 52"23   | 52"45   | 52"26   | 52"47   | 3'29"41      | +1"63    |
| 9         | Italia II               | Günther Huber Antonio Tartaglia Mirco Ruggiero Bernhard Mair / Stefano Ticci | 51"78   | 52"29   | 52"60   | 52"75   | 3'29"42      | +1"64    |
| 10        | Rep. Ceca               | Jiří Dzmura Pavel Puškár Pavel Polomský Jan Kobián                           | 52"35   | 52"45   | 52"31   | 52"40   | 3'29"51      | +1"73    |
| 11        | Canada II               | Chris Lori Chris Farstad Sheridon Baptiste Glenroy Gilbert                   | 52"11   | 52"32   | 52"57   | 52"56   | 3'29"56      | +1"78    |
| 12        | Canada I                | Pierre Lueders Dave MacEachern Jack Pyc Pascal Caron                         | 52"22   | 52"51   | 52"31   | 52"53   | 3'29"57      | +1"79    |
| 13        | Lettonia I              | Zintis Ėkmanis Boriss Artemjevs Aldis Intlers Didzis Skuška                  | 52"49   | 52"27   | 52"55   | 52"50   | 3'29"81      | +2"03    |
| 14        | Giamaica                | Dudley Stokes Winston Watt Chris Stokes Wayne Thomas                         | 52"50   | 52"56   | 52"39   | 52"51   | 3'29"96      | +2"18    |
| 15        | Stati Uniti I           | Randy Will Jeff Woodard Joe Sawyer Chris Coleman                             | 52"03   | 52"42   | 52"77   | 52"75   | 3'29"97      | +2"19    |
| 16        | Francia II              | Bruno Mingeon Philippe Tanchon Gabriel Fourmigue Éric Le Chanony             | 52"43   | 52"49   | 52"54   | 52"58   | 3'30"04      | +2"26    |
| 17        | Svezia                  | Fredrik Gustafsson Jörgen Kruse Lennart Westermark Hans Byberg               | 52"53   | 52"49   | 52"58   | 52"72   | 3'30"32      | +2"54    |
| 18        | Giappone                | Naomi Takewaki Hiroyuki Oshima Hiroshi Suzuki Takashi Ohori                  | 52"56   | 52"83   | 52"55   | 52"73   | 3'30"67      | +2"89    |
| 19        | Lettonia II             | Sandis Prūsis Juris Tone Otomārs Rihters Adris Plūksna                       | 52"67   | 52"66   | 52"69   | 52"79   | 3'30"81      | +3"03    |
| 20        | Australia               | Justin McDonald Adam Barclay Scott Walker Glenn Carroll                      | 52"48   | 52"67   | 52"85   | 53"02   | 3'31"02      | +3"24    |
| 21        | Francia I               | Christophe Flacher Thierry Tribondeau Claude Dasse Max Robert                | 52"54   | 52"61   | 52"89   | 53"14   | 3'31"18      | +3"40    |
| 22        | Italia I                | Pasquale Gesuito Paolo Canedi Silvio Calcagno Marcantonio Stiffi             | 52"87   | 52"78   | 52"97   | 53"33   | 3'31"95      | +4"17    |
| 23        | Romania                 | Florian Enache Marian Chiţescu Iulian Păcioianu Mihai Dumitraşcu             | 52"92   | 53"02   | 53"19   | 53"05   | 3'32"18      | +4"40    |
| 24        | Russia                  | Oleg Sukhoruchenko Aydar Teregulov Sergey Kruglov Oleg Petrov                | 53"15   | 53"20   | 53"44   | 53"39   | 3'33"18      | +5"40    |
| 25        | Porto Rico              | Liston Bochette José Ferrer Jorge Bonnet Douglas Rosado                      | 53"52   | 53"50   | 53"57   | 53"43   | 3'34"02      | +6"24    |
| 26        | Monaco                  | Alberto II di Monaco David Tomatis Pascal Camia Gilbert Bessi                | 53"54   | 53"58   | 53"75   | 53"75   | 3'34"62      | +6"84    |
| 27        | Ucraina                 | Oleksiy Zhukov Andriy Petukhov Vasyl Lantukh Oleksandr Bortiuk               | 53"61   | 53"75   | 53"99   | 53"97   | 3'35"32      | +7"54    |
| 28        | Isole Vergini Americane | Zachary Zoller Paul Zar David Entwistle Alexander Poe                        | 53"79   | 53"82   | 54"23   | 53"81   | 3'35"65      | +7"87    |
| 29        | Bosnia ed Erzegovina    | Zoran Sokolović Izet Haračić Nizar Zaciragić Igor Boras                      | 54"77   | 54"80   | 55"10   | 55"10   | 3'39"77      | +11"99   |
|           | Stati Uniti II          | Brian Shimer Bryan Leturgez Karlos Kirby Randy Jones                         | 52"25   | 52"29   | DSQ     |         |              |          |